# Kent Kennan
Kent Wheeler Kennan (* 18. April 1913 in Milwaukee, Wisconsin; † 1. November 2003 in Austin, Texas) war ein US-amerikanischer Komponist und Musikpädagoge.

## Leben
Kennan erhielt ab dem Alter von sechs Jahren Klavierstunden, bald gefolgt von Unterricht in Orgel und Flöte. Musik studierte er zunächst an der University of Michigan, dann an der Eastman School of Music, wo er seinen Abschluss in Komposition und Musiktheorie machte. 1936 wurde er mit dem renommierten Rompreis ausgezeichnet, der ihm eine dreijährige Studienzeit in Rom ermöglichte. Sein dortiger Lehrer war Ildebrando Pizzetti. Anschließend lehrte er vorübergehend an der Kent State University.
Nur unterbrochen durch den Militärdienst und eine kürzere Professur an der Ohio State University in den 1950er-Jahren war Kennan über 40 Jahre lang Mitglied des Lehrkörpers der University of Texas in Austin. 1983 wurde er emeritiert. 
Kennans Halbbruder war der Historiker und Diplomat George F. Kennan.

## Werk
In Kennans Werkverzeichnis finden sich Orchesterwerke, Kammermusik und Vokalkompositionen. Zu seinen bekanntesten Werken zählt Night Soliloquy für Flöte und Streicher (1936), das Dirigenten wie Toscanini, Ormandy oder Stokowski ins Programm nahmen. Oft aufgeführt wurden z. B. auch seine Sonate für Trompete und Klavier, die Three Pieces for Orchestra oder die Three Piano Preludes. 
Nach 1956 komponierte Kennan kaum noch und verlegte den Schwerpunkt auf seine pädagogische Arbeit. Seine beiden Bücher „The Technique of Orchestration“ (1952) und „Counterpoint“ (1959) erlebten mehrfache Wiederauflagen. 